# Wola Lubecka (województwo małopolskie)
Wola Lubecka – wieś w Polsce położona w województwie małopolskim, w powiecie tarnowskim, w gminie Ryglice. Liczy ona niespełna 1000 mieszkańców. Przez miejscowość przepływa mały potok – Wolanka. Najwyższym wzniesieniem wsi jest góra Kokocz (434 m n.p.m.). Wola Lubecka sąsiaduje z miejscowościami: Zalasowa, Zwiernik, Joniny, Lubcza.
W latach 1975–1998 miejscowość należała administracyjnie do województwa tarnowskiego.

## Galeria

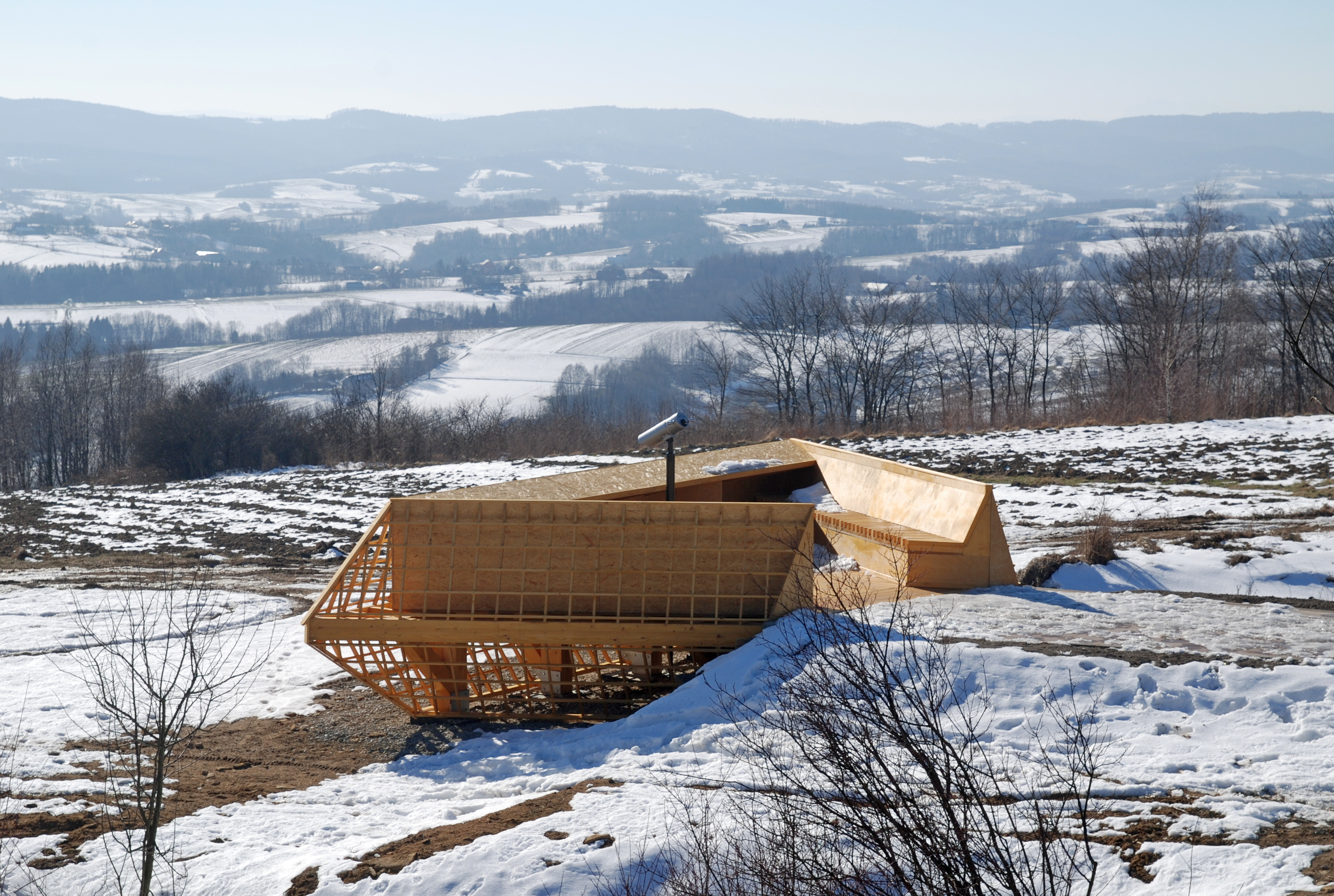
Punkt obserwacyjny na górze Kokocz
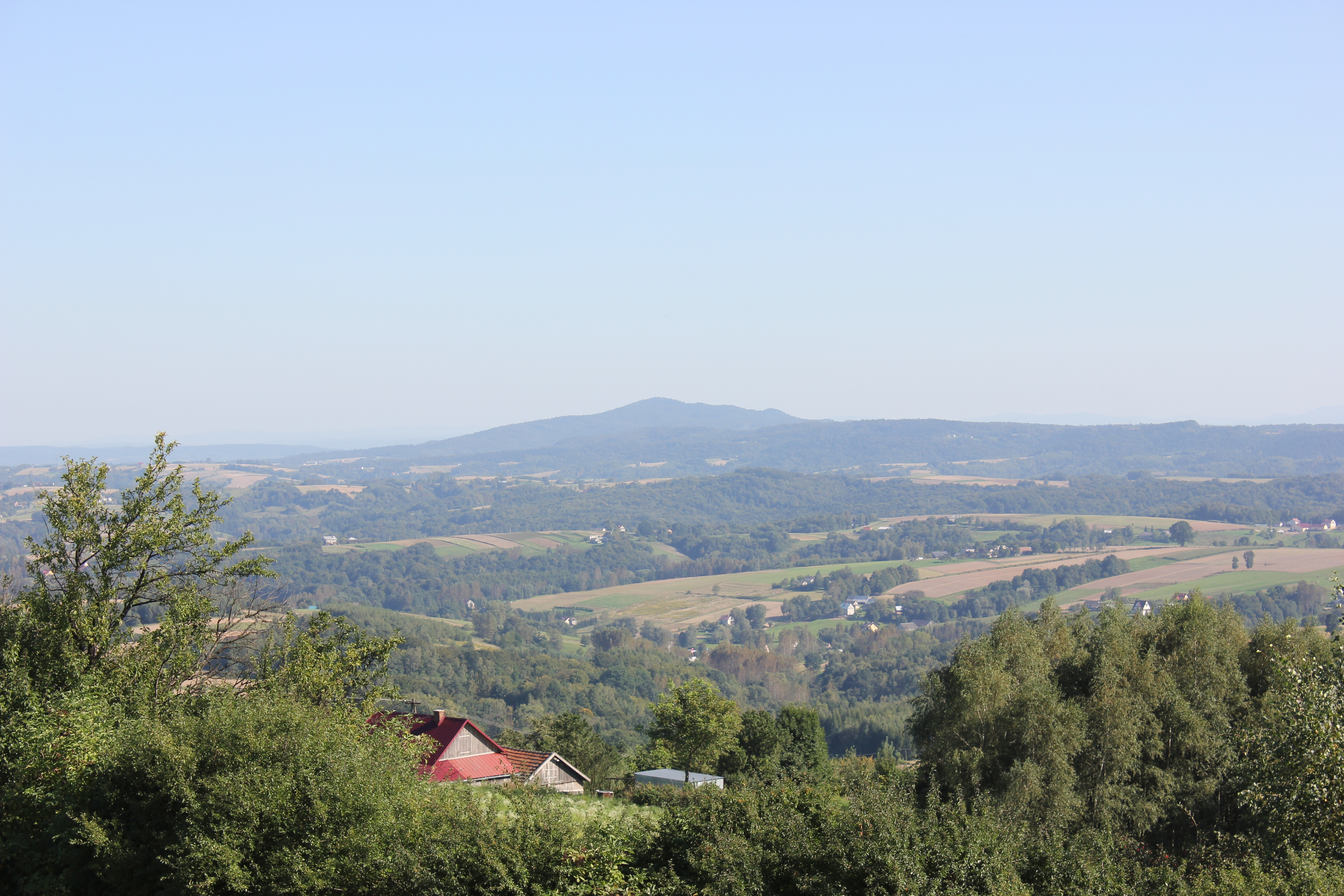
Widok z Kokocza na Liwocz
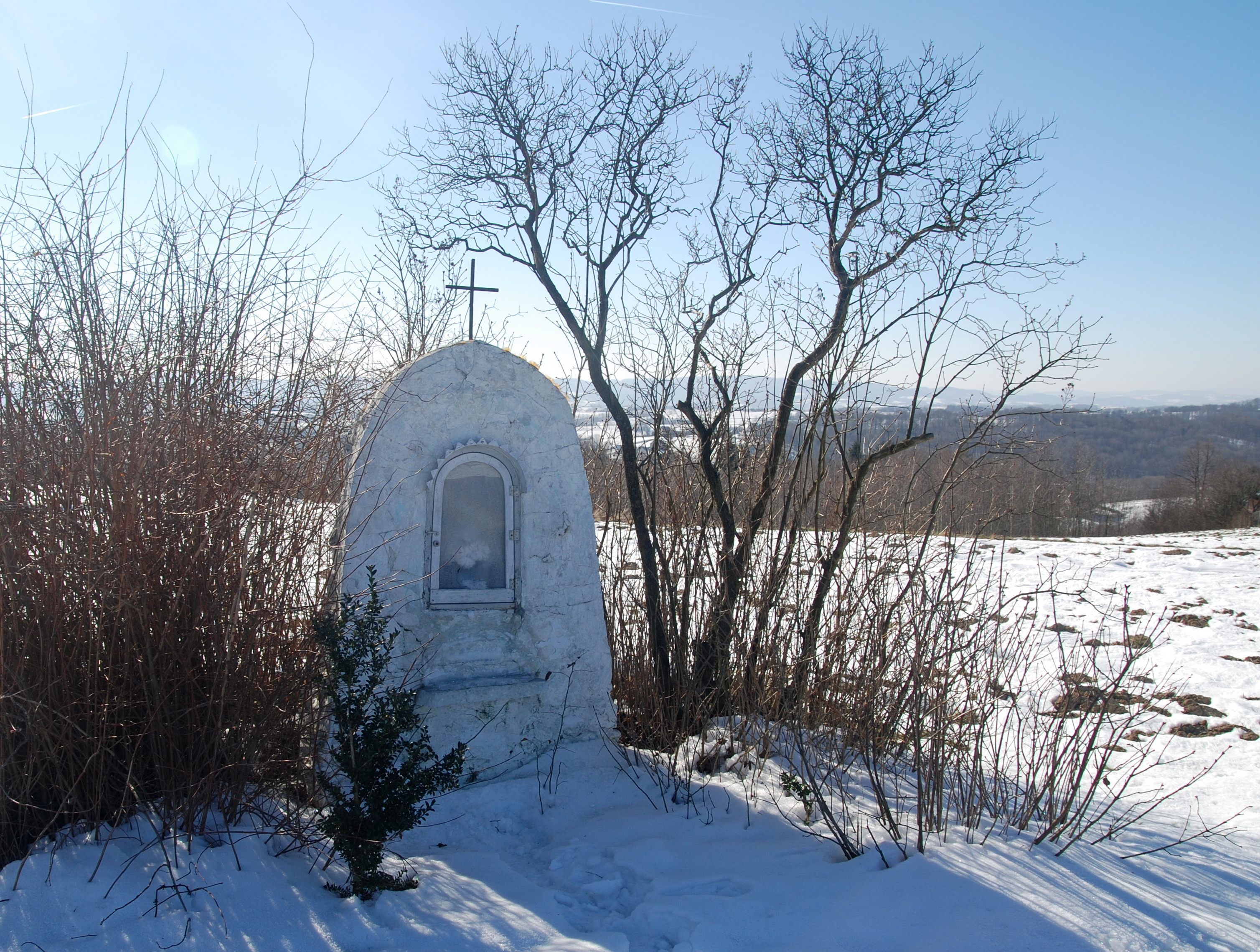
Kapliczka na górze Kokocz

## Sport
W 2000 roku w Woli Lubeckiej został założony drugi w gminie klub piłkarski LKS Wola Lubecka. W 2001 r. rozpoczął rozgrywki w B klasie. Mecze cieszyły się bardzo dużym zainteresowaniem. Szczególne emocje towarzyszyły pojedynkom derbowym z drużyną KS Ryglice. Rygliczanie będący zlepkiem zawodników z całej gminy często nie potrafili stawić czoła mniejszej Woli Lubeckiej. W późniejszych latach klub pozyskał trenera Andrzeja Cegielskiego, który poprowadził drużynę do awansu do A klasy. LKS Wola Lubecka pozyskała wówczas sponsora, który związany był też z Tarnovią Tarnów. W wyniku tego zmieniła się nazwa zespołu na Wola Lubecka/Tarnovia II.